# Tom T. Hall
Thomas Hall, detto Tom T. Hall (Tick Ridge, 25 maggio 1936 – Franklin, 20 agosto 2021), è stato un cantautore e scrittore statunitense.
Soprannominato the Storyteller ha pubblicato 28 album da solista, in carriera ha scritto dodici canzoni capaci di raggiungere la vetta della Hot Country Songs e altre ventisei che hanno raggiunto la top-10 di questa classifica.
È stato incluso dalla rivista Rolling Stone tra i migliori 100 cantautori nella storia.

## Biografia
Nato in Kentucky da giovane ha fondato una band chiamata Kentucky Travelers che seguiva un teatro itinerante e si esibiva prima degli spettacoli. Nel 1957 si arruolò con l'esercito statunitense e venne messo al servizio in Germania, durante il periodo nelle armi si esibì tramite l'American Forces Network.
Iniziò a registrare le proprie canzoni nel 1963 e l'anno successivo si trasferì a Nashville e lavorò come autore di canzoni per la NewKeys Music, in questi anni si guadagnò il soprannome di Storyteller e scrisse i testi di canzoni country per diversi artisti, tra cui spiccano i nomi di Johnny Cash, George Jones, Loretta Lynn, Waylon Jennings, Alan Jackson e Bobby Bare.
Nel 1968 scrisse per Jeannie C. Riley la canzone Harper Valley PTA che fu un successo commerciale e raggiunse la prima posizione nella Billboard Hot 100 e gli permise di vincere un Grammy e un CMA Awards.

## Vita privata
Si è sposato con Opal "Hootie" McKinney da cui ha avuto un figlio, Dean Todd Hall, nel 1961. Nel 1968 si sposò in seconde nozze con Dixie Hall con cui rimase fino alla morte di quest'ultima nel 2015.
Hall è stato trovato morto nella sua casa a Franklin il 20 agosto 2021, la causa venne determinata in un colpo di arma da fuoco alla testa autoinflitto.

## Discografia
Album in studio
- 1969 - Ballad of Forty Dollars
- 1969 - Homecoming
- 1970 - I Witness Life
- 1970 - One Hundred Children
- 1971 - In Search of a Song
- 1972 - We All Got Together and...
- 1972 - The Storyteller
- 1973 - Rhymer and Other Five and Dimers
- 1973 - For the People in the Last Hard Town
- 1974 - Country Is
- 1974 - Songs of Fox Hollow
- 1975 - I Wrote a Song About It
- 1976 - Faster Horses
- 1976 - Magnificent Music Machine

- 1977 - About Love
- 1978 - New Train Same Rider
- 1978 - Places I've Done Time
- 1979 - Saturday Morning Songs
- 1979 - Ol'T's in Town
- 1980 - A Soldier of Fortune
- 1982 - The Storyteller and the Banjo Man
- 1983 - Everything from Jesus to Jack Daniels
- 1984 - Natural Dreams
- 1985 - Song in a Seashell
- 1989 - Country Songs for Kids
- 1996 - Songs from Sopchoppy
- 1997 - Home Grown
- 2007 - Tom T. Hall Sings Miss Dixie and Tom T.

Raccolte
- 1972 - Tom T. Hall's Greatest Hits
- 1975 - Greatest Hits Vol. 2
- 1978 - Greatest Hits Vol. 3
- 1984 - Country
- 1988 - The Essential Tom T. Hall

- 1995 - Storyteller, Poet, Philosopher
- 1995 - Loves Lost and Found
- 1995 - Country Songs for Children
- 2000 - 20th Century Masters – The Millennium Collection